# 函館市交通局800形電車
函館市交通局800形電車（はこだてしこうつうきょく800がたでんしゃ）は、1962年（昭和37年）に登場した函館市交通局（現在の函館市企業局交通部。函館市電）の路面電車車両である。

## 概要
1962年から1965年にかけて801 - 812の12両が新潟鐵工所（台車は住友金属）で製造された。車体や性能は710形に準じているが、制御方式は710形とは異なり間接非自動制御となっている。
車体は前扉が1枚引戸に改められたが、811・812は710形同様の2枚引戸となっている。
後述する車体更新により、2020年時点で800形として稼働している車両は812の1両のみである。

## 製造
- 801 - 805 / 1962年7月
- 806 - 809 / 1963年4月
- 810 / 1964年6月
- 811・812 / 1965年4月

## 改造

### ワンマン化改造
全車1968年にワンマン化改造を行った。

### 暖房取付
全車1970年に灯油燃焼式の暖房を取付けた。

### ステップ改良
2001年より、当時運用に就いていた全車(807、810-812)が前扉ステップの3段化、中扉ステップへの補助ステップ（足掛け）の設置が行われ、2004年までに全車が完了した。

## 塗装

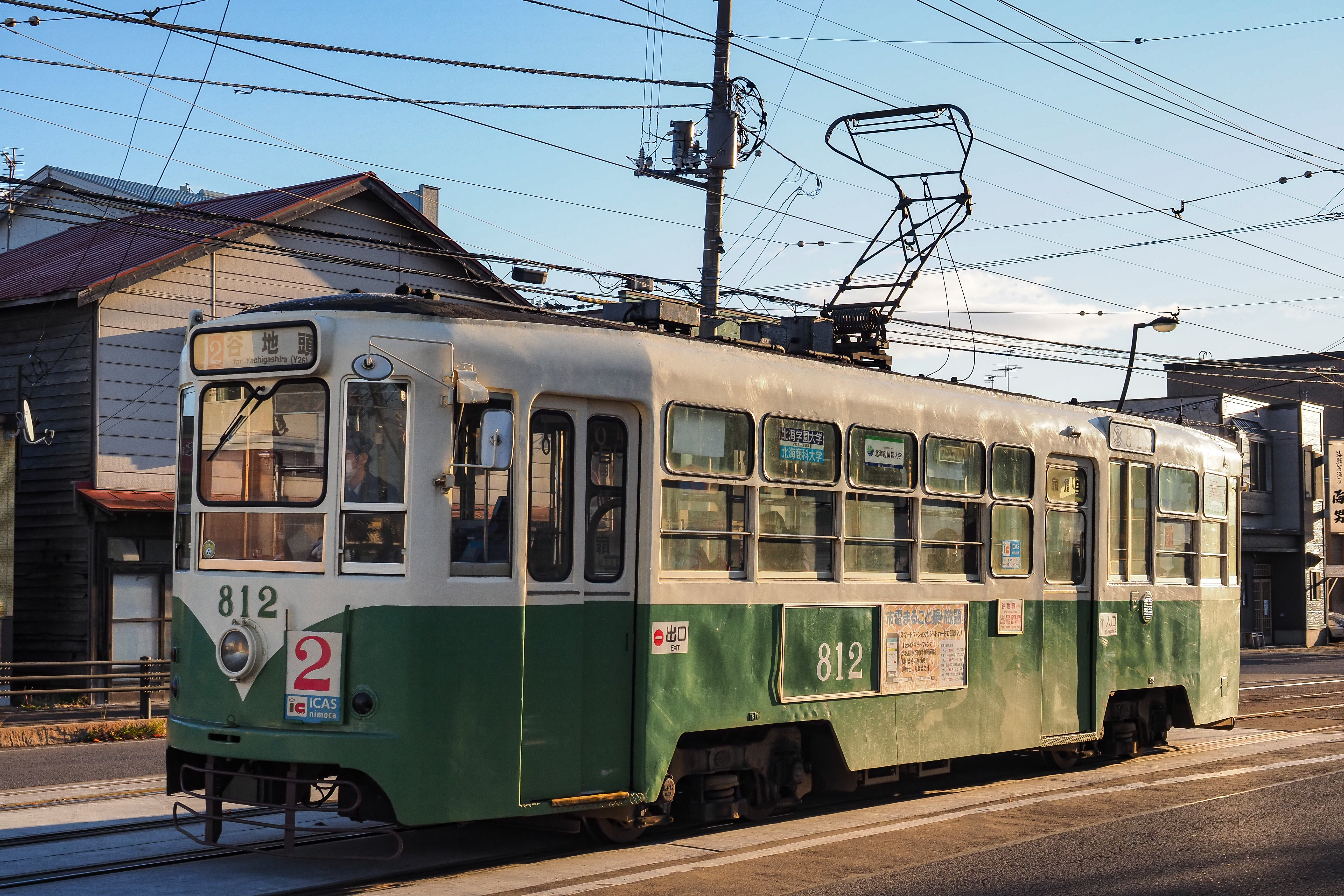
812号車。前扉が2枚引戸となっている。塗色はかつての標準色に戻された(2020年11月)

かつての塗装は、710形と同じく「笹色ツートン」と呼ばれる塗装であった。
函館市電の多くの車両には各種企業などの全面広告が施されており、かつて800形も全車両が広告塗装であった。そのため標準色にあたる塗装が存在しない状態であったが、2010年8月、811が「笹色ツートン」と呼ばれる以前の標準色に復元された(その後812も復元された)。現在、800形は広告塗装の対象車両となっていない。

## 車体更新
1990年から1997年にかけて8000形8両への車体更新が進められたほか、2002年には8100形1両への車体更新が行われた。一時は8100形の増備計画があったが、実施されなかった。
その後、2010年に策定された函館市交通事業経営計画（第2次）に基づき、3両の車体更新が行われることとなり、うち2両(810・811)は8000形へ車体更新されたが、2016年度に当形式最後の1両(812)を8000形に車体更新する計画は実施されなかった。2020年現在、老朽化した車両の車体更新は710形が対象となっている。なお2016年時点で交通部は、函館市電に残るレトロな車両を各形式1両ずつ、可能な限り残していきたいとしている。

## 廃車及び車体更新後の車番
- 801 - 1993年1月、8004に車体更新
- 802 - 1994年3月、8005に車体更新
- 803 - 1990年3月、8001に車体更新
- 804 - 1992年2月、8003に車体更新
- 805 - 1995年3月、8006に車体更新
- 806 - 1997年3月、8007に車体更新
- 807 - 2002年3月、8101に車体更新
- 808 - 1990年12月、8002に車体更新
- 809 - 1997年3月、8008に車体更新
- 810 - 2012年3月、8009に車体更新
- 811 - 2012年12月、8010に車体更新